# Stella-Īrō Ledakī
Stella-Īrō Ledakī (in greco Στέλλα-Ηρώ Λεδάκη?; La Canea, 18 luglio 1988) è un'astista greca.

## Palmarès
| Anno | Manifestazione          | Sede      | Evento           | Risultato | Prestazione | Note |
| ---- | ----------------------- | --------- | ---------------- | --------- | ----------- | ---- |
| 2005 | Mondiali allievi        | Marrakech | Salto con l'asta | 11ª       | 3,65 m      |      |
| 2006 | Mondiali juniores       | Pechino   | Salto con l'asta | 20ª (q)   | 3,80 m      |      |
| 2007 | Europei juniores        | Hengelo   | Salto con l'asta | 15ª (q)   | 3,90 m      |      |
| 2009 | Europei under 23        | Kaunas    | Salto con l'asta | 20ª (q)   | 3,85 m      |      |
| 2012 | Europei                 | Helsinki  | Salto con l'asta | 13ª (q)   | 4,35 m      |      |
| 2012 | Giochi olimpici         | Londra    | Salto con l'asta | 13ª (q)   | 4,50 m      |      |
| 2013 | Europei indoor          | Göteborg  | Salto con l'asta | 15ª (q)   | 4,16 m      |      |
| 2013 | Giochi del Mediterraneo | Mersin    | Salto con l'asta | Oro       | 4,50 m      |      |
| 2013 | Universiadi             | Kazan'    | Salto con l'asta | 9ª        | 4,10 m      |      |
| 2013 | Mondiali                | Mosca     | Salto con l'asta | nm (q)    | nm (q)      |      |

## Campionati internazionali
2016
- Oro ai Campionati balcanici ( Pitești), salto con l'asta - 4,10 m